# Evgenij Luk'janenko
Evgenij Jur'evič Luk'janenko (in russo Евгений Юрьевич Лукьяненко?; Slavjansk-na-Kubani, 23 gennaio 1985) è un astista russo, vicecampione olimpico a Pechino nel 2008 e campione mondiale indoor a Valencia.

## Palmarès
| Anno | Manifestazione  | Sede     | Evento           | Risultato | Prestazione | Note                                    |
| ---- | --------------- | -------- | ---------------- | --------- | ----------- | --------------------------------------- |
| 2007 | Mondiali        | Osaka    | Salto con l'asta | 6º        | 5,81 m      | Miglior prestazione personale           |
| 2008 | Mondiali indoor | Valencia | Salto con l'asta | Oro       | 5,90 m      | Miglior prestazione mondiale stagionale |
| 2008 | Giochi olimpici | Pechino  | Salto con l'asta | Argento   | 5,85 m      |                                         |
| 2011 | Mondiali        | Taegu    | Salto con l'asta | 18º (q)   | 5,50 m      |                                         |
| 2012 | Giochi olimpici | Londra   | Salto con l'asta | 4º        | 5,75 m      |                                         |